# Соно џои
Сон(н)о џои/џој или ђои/ђој (јап. 尊皇攘夷 / sonnō jōi — „поштовати цара, истерати варваре”, „поштујмо цара, истерајмо варваре”) била је политичка идеја и слоган у Јапану у периоду од 1850. до краја 1860. године, коришћен с циљем да се смени Токугава шогунат и сруши његова феудална владавина постављајући цара на власт. 

## Порекло

### Етимологија
Током Периода зараћених држава у Кини, канцелар Гуан Џунг од Кија пласирао је политички слоган познат као Цуенванг рангји (кин: 尊王攘夷 / Zunwang Rangyi — „Поштујмо краља, истерајмо варваре”), што се односило на краљеве династије Џоу. Након што је то чуо и прихватио, војвода Хуан од Кија ујединио је кинеске феудалне владаре да се супроставе претњама варвара из Кине. Због тога је и сам Конфучије хвалио Гуана Џунга због неговања и чувања кинеске цивилизације током промена у физичком стилу изгледа и моди која је била под утицајем такозваних варвара. Путем Конфучијевих Анала, превод овог израза дошао је у Јапан као соно џои, а одатле је добио и свој други смисао, поготово у време касног Едо периода.

### Филозофија
У Јапану, порекло ове филозофије може се наћи у радовима студената конфучијанизма (17. век) — Јамазакија Ансаја и Јамаге Сокоа, који су писали текстове о пореклу Царске куће Јапана наглашавајући њену надмоћ над осталим владајућим династијама других нација у свету. Ове идеје су допуњене и прослеђене од стране кокугаку учењака Моторија Норинаге, који је указивао на апсолутну лојалност цара наспрам лојалности дате владајућом кућом Шогуната.
Учењак из правца мито, Ајзава Сеишисај, увео је термин соно џои у модерни јапански језик путем свог рада Шинрон из 1825. године, где је „соно” сматран израженим поштовањем Токугава бакуфуа према цару, а „џои” отпор према хришћанству.

## Утицај
Са повећањем броја страних бродова који се касног 18. и 19. века све чешће појављују у јапанским водама, политика изолације — сакоку — све више долази у питање. Део филозофије џои све више се — под утицајем принудног споразума у Канагави — односи на странце који се много чешће појављују у земљи након што је адмирал Пери успео да отвори земљу за међународну трговину, 1854. године. Пери је са својим „црним бродовима”, бојном морнарицом, дошао под претњом уништења престонице Едо уколико се луке земље не отворе, па је влада Шогуната — увидећи надмоћ Американаца — морала да прихвати све услове дошљака. Тим поступком Јапанци су Шогунат почели гледати као слабиће на власти, што је довело до наглог бујања покрета соно џои чији су припадници сматрали да би тренутно владајуће тело било боље заменити неким јачим; не превасходно царем, али телом које ће имати снаге да протера странце и поштује цара као главу врховне династије Јапана. Ова филозофија је прерасла у борбени поклич побуњеничких провинција попут области Чошу и Сацума. Царски двор у Кјоту гајио је симпатије овог покрета, па је цар Комеи, прекидајући дугогодишњу традицију у царевању, почео активно да учествује у пословима своје државе. Како су се прилике указивале, тако је све више јачао против шогуна, да би се касније коначно успела да смени шогунатска владавина, што је тако од државе начинило модерну царевину. Наређење џои кулминирало је у марту 1863. године нападима на странце. Најпознатији напад одиграо се на енглеског трговца Чарлса Ленокса Ричардсона, за чију смрт (за коју се наводи да је проузрокована непоштовањем према даимјоу) је бакуфу морао да плати 100.000 фунти као одштету. Самураји без господара (ронини) допринели су хаосу насумично убијајући разне владине службенике и странце са Запада што је условило да Шогунат оформи разне полицијске јединице попут Шинсенгумија и Мимаваригумија. 
Западне снаге су на овакве акције реаговале демонстрацијом силе, бомбардујући престоницу области Сацума, Кагошиму. Увидећи јачину модерне технологије и ватреног оружја, Шогунат губи још више репутације терајући и друге округе да се окрену против идеологије, што ће касније довести и до Меиџи обнове и смене феудалне владавине. 
Овај слоган никад није била званична политика нити владе нити побуњеника, будући да су побуњенички ханови тесно сарађивали са Западом. Шогунат је на крају изгубио своју владавину због недевољне опремљености војске модерним наоружањем. Сацума као побуњеничка област, уз помоћ својих трговинских веза, снабдела је побуњенике артиљеријом, бојним бродовима и ватреним наоружањем, док је бакуфу — који је био повезан са француском владом — недовољно брзо модернизовао своју војску, што је резултовало поразом у Бошин рату.

## Завештање
Након што је цар поново дошао на власт, слоган соно џои замењен је слоганом фукоку кјохеи (јап. 富国強兵 / fukoku kyōhei — „богата земља, јака војска”, „обогатити нацију, јачати војску”), што ће бити главни слоган Меиџи периода и сама окосница акција током Другог светског рата.